# SN 2007cp
SN 2007cp – supernowa typu Ia odkryta 13 czerwca 2007 roku w galaktyce IC 807. W momencie odkrycia miała maksymalną jasność 17,70m.